# Aspidoglossum nyasae
Aspidoglossum nyasae là một loài thực vật có hoa trong họ La bố ma. Loài này được (Britten & Rendle) Kupicha mô tả khoa học đầu tiên năm 1984.